# Włodzimierz Chlebosz
Włodzimierz Stanisław Chlebosz (ur. 14 stycznia 1967 we Wrocławiu) – polski ciężarowiec, olimpijczyk z Barcelony 1992.

## Życiorys
Podczas kariery zawodniczej reprezentował kluby Burza Wrocław (1977–1980) i WKS Śląsk Wrocław (1980–2002). Był mistrzem Polski w podnoszeniu ciężarów w kategorii 82,5 kg w 1991 i w kategorii 77 kg w 2000, wicemistrzem w kategorii 82,5 kg w 1990 i w kategorii 76 kg w 1993, 1994, 1995, brązowym medalistą w kategorii 82,5 kg w 1989 i 1992, w kategorii 76 kg w 1996, w kategorii 70 kg w 1997, w kategorii 77 kg w 1999 i 2001. Na igrzyskach olimpijskich w 1992 w Barcelonie startował w kategorii średniej w której z wynikiem 340 kg (155 kg w rwaniu + 185 kg w podrzucie) zajął 7. miejsce. Czterokrotnie startował w mistrzostwach świata (1990 – 5. miejsce, 1991 – 6. miejsce, 1994 – 10. miejsce, 1995 – 12. miejsce) i pięciokrotnie w mistrzostwach Europy (1990 – 5. miejsce, 1991 – 5. miejsce, 1993 – 8. miejsce, 1995 – 5. miejsce, 1997 – 7. miejsce). Był także działaczem Polskiego Związku Podnoszenia Ciężarów i prezesem sekcji podnoszenia ciężarów WKS Śląsk Wrocław.
Studiował politologię w Wyższej Szkole Zarządzania „Edukacja” we Wrocławiu. Ukończył ten kierunek na Uniwersytecie Wrocławskim.
Pracował w Urzędzie Marszałkowskim Województwa Dolnośląskiego. Był działaczem Polskiego Stronnictwa Ludowego. W 2010 kandydował bez powodzenia z jego listy do sejmiku województwa. 1 grudnia tego samego roku został członkiem zarządu województwa. Bezskutecznie kandydował także w 2011 do Sejmu i w 2014 do Parlamentu Europejskiego. W wyborach samorządowych w 2014 zdobył mandat w sejmiku, jednak został wybrany na wójta w II turze wyborów w gminie Czernica (zdobywając 2243 głosy), w związku z czym nie przyjął mandatu w sejmiku województwa (jego miejsce zajął Tomasz Pilawka). Zrezygnował następnie z członkostwa w PSL. W 2018 uzyskał w I turze reelekcję z ramienia lokalnego komitetu, otrzymując 3785 głosów.  W 2024 z listy Koalicji Obywatelskiej uzyskał mandat radnego powiatu wrocławskiego, a następnie został wybrany na starostę powiatu.
Otrzymał Srebrny (2013) i Złoty (2018) Krzyż Zasługi.

## Życie prywatne
Jest młodszym bratem Mirosława Chlebosza. Żonaty, ma córkę Aleksandrę.